# أرغوستولي
أرغوستولي: (باليونانية: Αργοστόλι)، (بالإنجليزية:Argostoli)، مدينة يونانية تقع في غرب البلاد ضمن منطقة الجزر الأيونية الإدارية، وهي مركز مقاطعة كيفالونيا إحدى مقاطعات هذه المنطقة الإدارية.

## الموقع والسكان
تقع المدينة على الساحل الجنوبي الغربي لجزيرة كيفالونيا إحدى الجزر الأيونية ضمن خليج يحمل نفس اسم المدينة، والذي يعتبر من أكثر خلجان العالم أماناً.
حالياً يبلغ عدد سكان المدينة حوالي 13 ألف نسمة، ولكن العدد يكون أكبر بكثير أثناء الصيف عندما يكون الموسم السياحي في أوجه.

## التاريخ
تعتبر أرغوستولي من إحدى المدن اليونانية الحديثة، فقد تم إنشاء المدينة عام 1757 م. على أن تكون العاصمة الجديدة للجزيرة مكان كاسترو تو أغيو غيورغيو والتي انتقل سكانها بالكامل للسكن في العاصمة الجديدة التي أعطت فرصاً تجارية واقتصادية واعدة عبر مرفأها، على عكس العاصمة القديمة والتي تقع على مسافة 5 كيلومتر من أرغوستولي ضمن المرتفعات الجبلية.
خضعت المدينة للحكم الإنكليزي بدءاً من العام 1810، وأصبحت لها حكومتها المحلية تحت السيطرة الإنكليزية، شهدت المدينة خلال هذه الفترة نهضة اقتصادية كبيرة، وأصبحت إحدى أكثر الموانئ اليونانية حركةً تجارية، خلال هذه الفترة نفسها بنى فيها المعماري السويسري شارل فيليب دو بوسيه العديد من المشاريع الانشائية كتطوير المرفأ، ومد الطرقات والجسور، حيث بنى جسراً يربط طرفي خليج أرغوستولي ببعضهما البعض. وجذبت المدينة العديد من الأغنياء الطليان حيث بنوا فيها البيوت الكبيرة ذات الطراز الفينيسي.
انضمت المدينة مع كل جزيرة كيفالونيا إلى اليونان عام 1864، احتلتها القوات الإيطالية خلال الحرب العالمية الثانية حتى العام 1943 حين دخلتها القوات الألمانية، عندها حصل خلاف بين القوتين الحليفتين حين رفض الإيطاليون تسليم أسلحتهم وفضلوا قتال الألمان على ذلك فيما أصبح يعرف لاحقاً بحصار أرغوستولي، والذي كرس لاحقاً في رواية ماندولين الكابتن كوريللي (رواية) للكاتب لويس دو بيرنيير والتي مثلت عام 2001 بفيلم يحمل نفس اسم الرواية.
شهدت المدينة عام 1953 زلزالاً مدمراً بلغت قوته 7.3 درجة على مقياس ريختر، الأمر الذي دمر تقريباً كل بيوت المدينة، وشهدت أرغوستولي بعدها نزوحاً جماعياً لسكانها الذين أرادوا البحث عن فرص أفضل في مكان آخر.
حالياً تشهد المدينة نمو اقتصادي متسارع نظراً للبنية السياحية التي تملكها، فهي قاعدة إحدى أكثر الجزر اليونانية جذباً للسياح.

## المعالم الأساسية

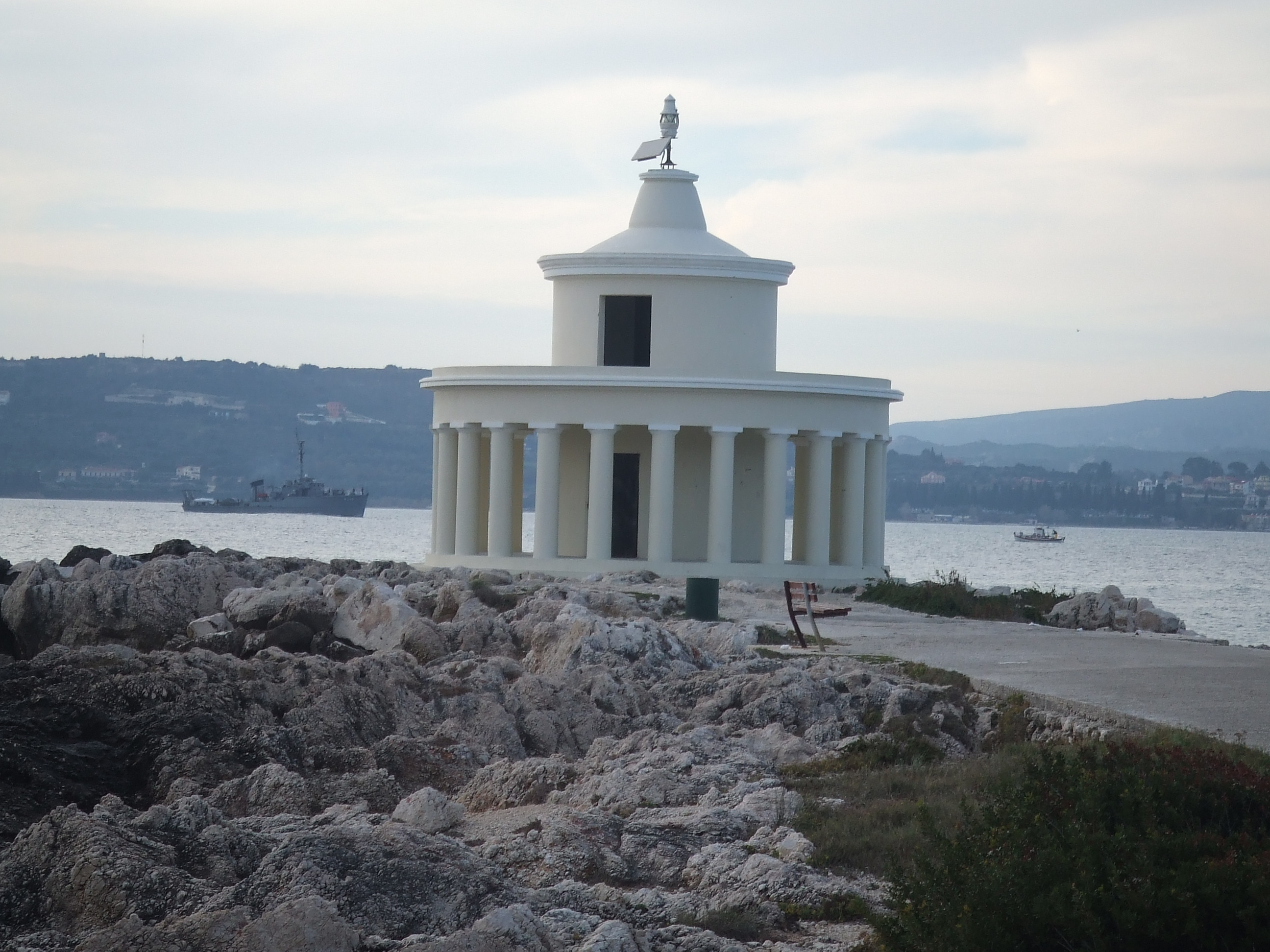
منارة في أرغوستولي مبنية على الطراز الدوري

كانت المدينة قد تدمرت بشكل شبه كامل إثر زلزال عام 1953، ولذلك فان القليل من المباني التي تعود لقبل هذه الفترة قد بقي على حالته الأصلية، وقد فقدت المدينة طابعها الفينيسي، على العكس من زاكينثوس التي حافظت على هذا الطابع.
ومن أهم معالم المدينة:
- رصيف الميناء القديم وساحة فاليانو (Vallianou): وهي منطقة زاخرة بالألوان توجد فيها العديد من المطاعم والنوادي، وهي مركز الحياة الليلية في كل الجزيرة.
- جسر ارغوستولي: ويربط طرفي خليج أرغوستولي بني عام 1813 على يد المعماري السويسري شارل فيليب دو بوسيه.
- متحف أرغوستولي الأركيولوجي: ويضم مجموعة اللقى الأثرية المكتشفة في كيفالونيا.
- كنيسة القدبس سبيريدون (أغيوس سبيريدون): وقد تم إعادة بناءها بعد الزلزال.

## متفرقات
- تقع المدينة على حافة انهدام نشط زلزالياً، لذلك تحدث فيها العديد من الهزات الأرضية الخفيفة والمتوسطة كل عام.
- يقع على مسافة 10 كيلومترات إلى الجنوب من أرغوستولي مطار كيفالونيا الدولي، والذي يرتبط بالمطارات الوطنية والأوربية الأخرى، ويشهد حركة مزدحمة خلال فصل الصيف.
- أهم نادي كرة قدم في المدينة هو أولمبياكوس أرغوستولي.
- توجد في المدينة بعض أقسام المعهد التقني العالي للجزر الأيونية.